# Душановац (Вождовац)
Душановац је насеље и месна заједница у Београду које се налази на градској општини Вождовац.
Граничи се са насељима Пашино брдо на северу, Аутокоманда на западу, Браће Јерковић на југу, Шумице на истоку и Вождовац на југозападу.

## Историја
Као предратно предграђе Београда, насеље је настало 1920. на тадашњој источној граници града. Међутим, пре Другог светског рата који је захватио Југославију 1941. насеље је било потпуно урбанизовано и чинило је континуирану урбану област са остатком града.
Почетком 1960-их и 1970-их, нова насеља су се развијала на истоку, попут насеља Шумице и Коњарник, која су повезивала Београд у једно континуирано урбано подручје са тадашњим селима Мали Мокри Луг, Велики Мокри Луг, Калуђерица, Лештане, Болеч и Винча, тако да је данас Душановац ближи центру Београда (10 минута јавним превозом) него источном крају града.
Мост на Душановцу је изграђен у децембру 1975.

## Карактеристике
Душановац је увек био подручје становништва радничке класе, претежно насељеним у малим и средњим кућама са двориштем. То је углавном стамбено насеље без већих индустријских објеката. Међутим, кроз насеље је 1974. године изграђен ауто-пут Београд — Ниш, поделивши га тиме на два дела. Уз сам ауто-пут су почели да ничу велики продајни салони аутомобила, излагачки салони, ресторани и други комерцијални објекти који се на овом месту граде и дан данас. Једна од главних градских пијаца, Душановачка пијаца, смештена је такође тик уз ауто-пут.
Према попису из 2002. године, на Душановцу је било 7.301 становника.
Подручје на северу, између ауто-пута и Устаничке улице, претворено је у административни центар, у коме се налазе СО Вождовац, полиција, ватрогасци, хитна помоћ локалног клиничког центра, стадион ФK Вождовац, Пети општински суд у Београду и специјални одељак Врховног суда Србије за организовани криминал и ратне злочине (бивши Врховни војни суд Југославије).

## Транспорт
Душановац је јавним превозом добро повезан са осталим деловима града. Кроз насеље саобраћају аутобуси на линијама:
- 17 (Коњарник — Земун/Горњи Град/)
- 25 (Карабурма 2 — Кумодраж 2)
- 25П (Миријево 4 — МЗ Кумодраж)
- 26 (Дорћол /Дунавска/ — Браће Јерковић)
- 30 (Славија /Бирчанинова/ — Медаковић 2)
- 31 (Студентски Трг — Коњарник)